# Eulophia ecristata
Eulophia ecristata là một loài thực vật có hoa trong họ Lan. Loài này được (Fernald) Ames mô tả khoa học đầu tiên năm 1904.